# 星野京介
星野 京介（ほしの きょうすけ、1999年6月1日 - ）は、日本の男子プロバスケットボール選手である。ポジションはシューティングガード。B.LEAGUEのレバンガ北海道所属。

## 来歴

### プロ入り前
三重県桑名市出身。光風中学校卒業。光風中学校では東海大会出場。
中部大第一高校では主将を務めウィンターカップベスト8に導く。
大東文化大では3年次のインカレでスリーポイント王に輝き、4年次には主将。

### 滋賀レイクスターズ
2021年12月、滋賀レイクスターズと特別指定選手契約。
卒業後の2022年5月11日に滋賀レイクスターズとプロ契約を結んだが、オフの2023年5月15日に自由交渉リストに公示され、6月26日に契約満了で退団することが発表された。

### 信州ブレイブウォリアーズ
2023年6月30日に信州ブレイブウォリアーズと契約を結んだ。

### レバンガ北海道
2024年6月6日にレバンガ北海道と契約を結んだ。